# Krabčice
Krabčice (deutsch Krabschitz) ist eine Gemeinde mit 904 (28. August 2006) Einwohnern in der Region Ústecký kraj, Tschechien.

## Lage
Der Ort befindet sich südöstlich der Stadt Roudnice nad Labem am Fuße des legendären Bergs Říp.

## Geschichte
1226 wurde der Ort erstmals schriftlich erwähnt. 1273 gehörte der Ort zum Kloster in Doksany. Im letzten Drittel des 16. Jahrhunderts kaufte Wilhelm von Rosenberg das Dorf, nach dem Aussterben der Rosenberger fiel es an die Familie Lobkowicz. In deren Besitz blieb Krabčice bis Anfang des 19. Jahrhunderts.

## Ortsteile
Die Gemeinde Krabčice besteht aus den Ortsteilen Krabčice (Krabschitz), Rovné (Rowney) und Vesce (Wesetz), die zugleich auch Katastralbezirke bilden.

## Sehenswürdigkeiten
- Evangelische Kirche

## Persönlichkeiten
- Vojtěch Bořivoj Aim, *1886 in der Siedlung Rovné. Musikkomponist, Pädagoge und Chorleiter
- Václav Jansa, der dem tschechischen Maler Mikoláš Aleš bei der Erstellung des Bildes "Niedermetzelung der Sachsen unter Hrubá Skála".